# FESTin 2019
Das FESTin 2019 war die zehnte Ausgabe des FESTin-Filmfestivals (offiziell: FESTin – Festival de Cinema Itinerante da Língua Portuguesa, zu deutsch: Wanderndes Filmfestival der portugiesischen Sprache), ein jährliches Filmfestival für Filme des portugiesischen Sprachraums.
Es fand vom 15. bis zum 22. Mai 2019 in Lissabon statt, wieder mit dem Cinema São Jorge als Hauptspielort und diesmal drei weiteren Spielorten in der Stadt, und erneut mit Workshops, Gesprächsrunden und Musik am Rande der Filmvorführungen. Am 21. und 22. Mai fand in dem Rahmen auch das Conexões FESTin statt, ein Treffen von Filmschaffenden und Filminstitutionen aus portugiesischsprachigen Ländern.
Eröffnungsfilm war Aos teus olhos der Brasilianerin Carolina Jabor. 45 Filme aus fast allen Ländern der Gemeinschaft der Portugiesischsprachigen Länder wurden gezeigt, mit diesmal besonders starkem Übergewicht brasilianischer Produktionen. Neben dem Wettbewerb wurden wieder die Filmreihen Mostra Latim (Filme aus Ländern mit Latein als Ursprung ihrer Sprache), Mostra Cinema Brasiliero (brasilianisches Kino) und FESTinha für Kinder- und Jugendfilme gezeigt.
Der wandernde Teil des FESTin 2019 fand zum einen, wie im Vorjahr, in Kap Verde statt, diesmal vom 17. bis zum 26. Juni 2019, in der Hauptstadt Praia und der Kulturmetropole Mindelo. Spielorte waren das brasilianische Kulturzentrum (Centro Cultural Brasil-Cabo Verde, heute Instituto Guimarães Rosa) in Praia, das portugiesische Kulturzentrum (Centro Cultural Português des Instituto Camões) in Praia und Mindelo, und die Universidade Lusófona in Mindelo und Praia. Zum anderen fand das FESTin 2019 mit weiteren Filmen im brasilianischen Belo Horizonte statt, vom 1. bis zum 12. Mai 2019 im MIS Cine Santa Tereza.
Erstmals fand dazu ein Arm des Festivals in einem nicht-lusophonen Land statt, in Tunesien. Vom 24. bis zum 26. April 2019 wurden dabei im Instituto Cervantes von Tunis und dem Filmklub Bmovie Ciné-club Filme vorgeführt.
Ein weiterer Festival-Ableger fand im nordbrasilianischen Bundesstaat Ceará statt. Vom 25. bis 28. Juni 2019 wurden im Cine Teatro São Luiz und im Centro Cultural BNB von Fortaleza, in der Casa de Saberes Cego Aderaldo in Quixadá, im UNILAB in Redenção und im Teatro Francisca Clotilde in Aracati Vorführungen abgehalten, dazu Webinare und Online-Gespräche.
Auch innerhalb Portugals wanderte das Festival, diesmal nach Faro an die Algarveküste, wo vom 30. Mai bis zum 1. Juni 2019 vier Langfilme (zwei Spielfilme, ein Dokumentarfilm und ein Animationsfilm) und vier Kinder- und Jugendfilme (sämtlich kurze Animationsfilme) des Festivals aus Portugal, Brasilien, Mosambik und São Tomé und Príncipe gezeigt wurden.

## Preisträger
- Langfilm (Jury: Bernardo Vilhena (Portugal), Lauro Moreira (Brasilien) und Margarida Leitão (Portugal)):
  - Bester Spielfilm: Todas as Canções de Amor (Brasilien, Regie: Joani Mariani)
  - Bester Spielfilm – Kritikerpreis: Ferrugem (Brasilien, Regie: Aly Muritiba)
    - Nennung ehrenhalber – Kritikerpreis: Boni Bonita (Brasilien, Regie: Daniel Barosa)

  - Bester Spielfilm – Publikumspreis: Unicórnio (Brasilien, Regie: Eduardo Nunes)
  - Beste Regie: Aly Muritiba (für Ferrugem)
  - Bester Schauspieler: Daniel de Oliveira (für Aos Teus Olhos)
  - Beste Schauspielerin: Tifanny Dopke (für Ferrugem)

- Dokumentarfilm (Jury: Antonieta Rosa Gomes (Guiné Bissau), Gabriel Niva (Angola) und Felicidade Suzy (Brasilien)):
  - Bester Dokumentarfilm: Lusófonas (Brasilien, Regie: Carolina Paiva)
    - Nennung ehrenhalber: Início do Fim (Brasilien, Regie: Francisco Júnior Gonçalves)

  - Bester Dokumentarfilm – Publikumspreis: O Pequeno Escritor (Mosambik, Regie: Júlio Silva)

- Kurzfilm (Jury: Diego Scariot (Brasilien), Luis Campos (Portugal) und Saturnino António Dias Rodrigues (Kap Verde)):
  - Bester Kurzfilm: A Viagem de Ícaro (Brasilien, Regie: Kaco Olimpio und Larissa Fernandes)
    - Nennung ehrenhalber: O Grito (Brasilien, Regie: Luiz Cassol)

  - Bester Kurzfilm – Publikumspreis: O Mambo (Angola, Regie: Nuno Barreto)

- Kinder- und Jugendfilm (FESTinha)
  - Bester Kinder- und Jugendfilm – Publikumspreis: A Zeropeia (Brasilien, Regie: Rodrigo Guimarães)[8][9][10]